# وحشيات الأرجل الطيرية
وحشيات الأرجل الطيرية (الاسم العلمي:Avetheropoda ) هي فرع حيوي من الزواحف تتبع أصنوفة متيبسات الذيل من الديناصورات وحشية الأرجل. وهي تتضمن قريبات الألوصورات والعظايا جوفاء الذيل وتستبعد الديناصورات الأخرى. وضع غريغوري باول التسمية لهذا الفرع الحيوي في عام 1988 ولكن كوري وباديان في عام 1997 هما أول من عرفه كفرع حيوي يشمل الألوصور والطيور الحديثة وغيرها من الحيوانات المنحدرة من أحدث أسلافها. في عام 1999 سمى بول سيرينو مجموعة أخرى متيبسات الذيل الحديثة تحتوي على قريبات الألوصورات والعظايا جوفاء الذيل واستبعد متيبسات الذيل الأخرى مثل الميجالوصوريات ولكن هذا التعريف نشر في وقت لاحق قليلا.

## التصنيف
- قريبات الألوصورات
  - عظايا الكركردون
    - نظيرات عظاءة الكركردون
      - عظاءة الكركردون
      - قرينات الجيجنتوصور
        - الجيجنتوصور
        - الزاحف الطاغي